# Jerzy Tetzner

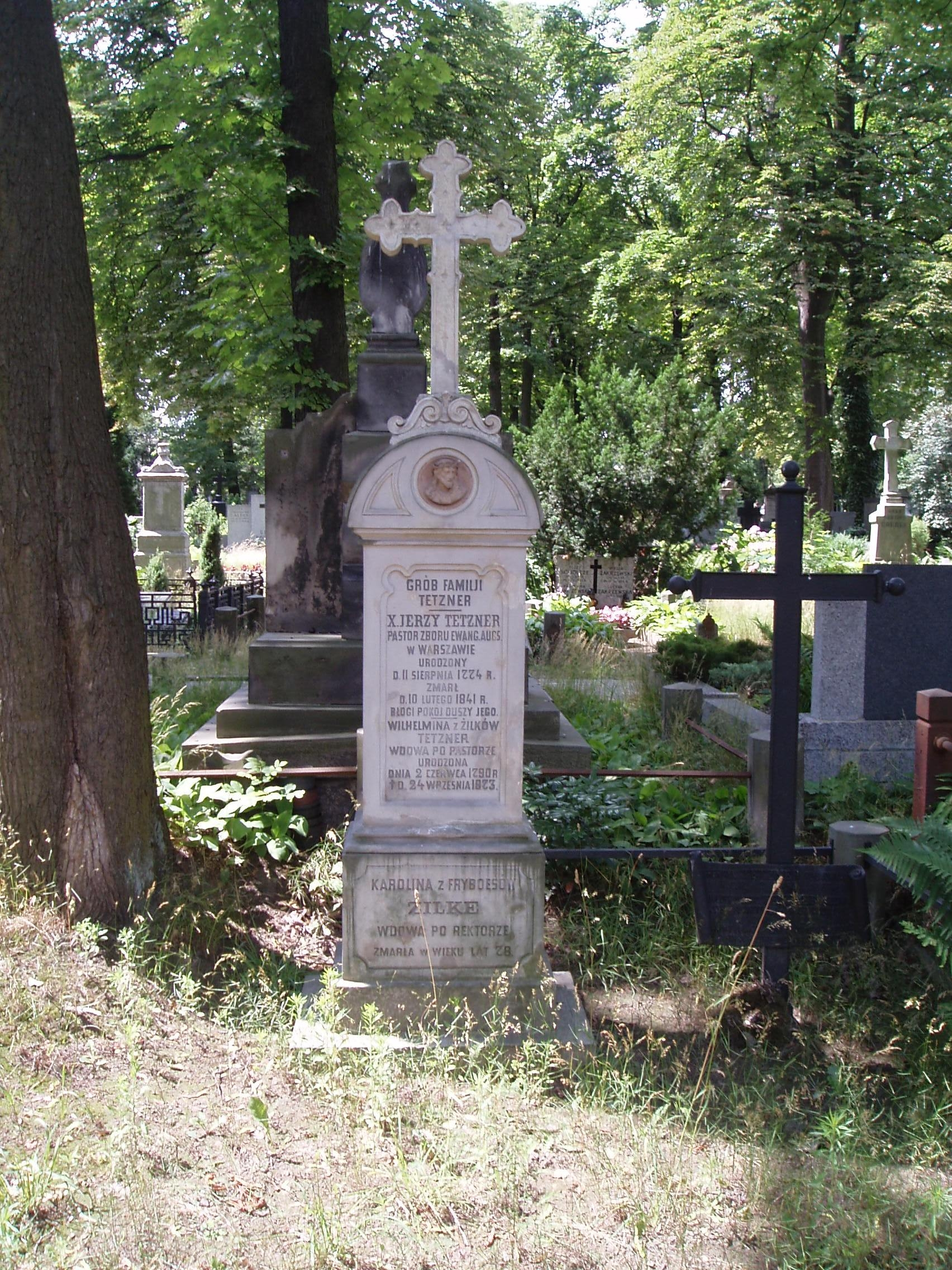
Nagrobek ks. pastora Tetznera na cmentarzu ewangelickim w Warszawie

Jerzy Tetzner, właściwie: Georg Tetzner (ur. 11 sierpnia 1774 w Quedlinburgu, zm. 10 lutego 1841 w Warszawie) – polski duchowny ewangelicki, nauczyciel języka niemieckiego w Warszawie.

## Życiorys
Ojcem ks. pastora Tetznera był jubiler w Quedlinburgu Ernst Gottfried, matką Friederike Dorothea z Rickmannów. Tetzner przybył do Warszawy w czasie panowania pruskiego po III rozbiorze Polski i działał jako duszpasterz dla niemieckojęzycznej ludności ewangelickiej w stolicy. Nie jest wiadomo, gdzie studiował teologię, zapewne w Getyndze ze względu na bliskość do rodzinnego Quedlinburga. W r. 1804 otwarto Liceum Warszawskie, gdzie Tetzner do 1831 był wykładowcą religii luterańskiej i języka niemieckiego. W r. 1813 otrzymał stanowisko rektora Szkoły Parafialnej przy kościele pw. Św. Trójcy na Placu Ewangelickim (ob. pl. Małachowskiego). W roku 1816 wysunięto jego kandydaturę na stanowisko drugiego pastora warszawskiej parafii, ale otrzymał je dopiero po próbnym kazaniu wygłoszonym po polsku, gdyż miano wątpliwości co do jego wystarczającej znajomości języka polskiego.
Tetzner działał jednocześnie jako nauczyciel niemieckiego w domach prywatnych i pensjonatach stołecznych, m.in. uczył na pensji prowadzonej przez rodziców Fryderyka Chopina mieszkających tam chłopców i samego Fryderyka. Oskar Kolberg wspominał go następująco: Tetzner, Meklemburczyk śmiesznej powierzchowności, chudy i niepozorny, z ogromną ryźą peruką pastor, słabo z językiem polskim, ale dokładnie z językiem i literaturą swego narodu obeznany [...] wykładał jakiś czas naukę niemieckiego uczniom na pensji Chopina stojącym; tu go Fryderyk, sam z tych lekcji korzystając, poznał. Tu żartował on przed kolegami również z niego, jak i z innych nauczycieli powierzchowności i gestów [...]. Zresztą cenił tak charakter zacny tego księdza, jak i jego głęboką naukę. (uw.: Kolberg pomylił tu Quedlinburg i Mecklenburg).
Pastor Tetzner działał również jako wolnomularz, członek warszawskiej loży Halle der Beständigkeit (Świątynia Stałości).
Żonaty z rodaczką Wilhelminą z domu Zilke miał m.in. dwóch synów, Karola Jana Fryderyka i Aleksandra Wilhelma, którzy także zostali pastorami ewangelickimi. Pochowany został na cmentarzu ewangelickim w Warszawie (Al. 26 nr 12).